# Louchats

Louchats este o comună în departamentul Gironde din sud-vestul Franței. În 2009 avea o populație de 712 de locuitori.

## Evoluția populației
| An        | 1975 | 1982 | 1990 | 1999 | 2006 | 2009 |
| --------- | ---- | ---- | ---- | ---- | ---- | ---- |
| Populație | 228  | 300  | 425  | 538  | 683  | 712  |